# Полаки
Полаки (мкд. Полаки) су насеље у Северној Македонији, у источном делу државе. Полаки су у саставу општине Кочани.

## Географија
Полаки су смештени у источном делу Северне Македоније. Од најближег града, Кочана, насеље је удаљено 25 km северно.
Насеље Полаки се налази у историјској области Осогово, на јужним висовима Осоговске планина. Подно насеља тече Црна река, саставница Оризарске реке. Надморска висина насеља је приближно 1.050 метара. 
Месна клима је планинска због знатне надморске висине.

## Становништво
Полаки су према последњем попису из 2002. године имали 113 становника.
Претежно становништво у насељу су етнички Македонци (100%).
Већинска вероисповест месног становништва је православље.